# Unquillosaurus
Unquillosaurus (що означає «ящір річки Ункільйо») — рід можливих манірапторових або карнозаврових тероподних динозаврів з пізньої крейдяної формації Лос-Бланкітос у провінції Сальта, Аргентина. Рід містить один вид, U. ceibalii, відомий лише з одного скам'янілого лобка (тазової кістки).

## Відкриття та найменування
Голотип, PVL 3670-11, був знайдений в Арройо-Мортеріто у формації Лос-Бланкітос, що датується кампанським періодом. Він складається з лівого лобка, довжиною 514 міліметрів.
Типовий вид Unquillosaurus ceibalii був описаний Хайме Едуардо Пауелом у 1979 році. Родова назва «Unquillozaurus» походить від річки Ункільйо та грецького слова «sauros», що означає «ящір». Видова назва «ceibalii» стосується містечка Ель-Сейбаль.

## Опис
На основі фрагментарних скам'янілостей можна припустити, що загальна довжина тіла Unquillozaurus могла становити приблизно 2–3 метри.